# Kyu Shāpu Jutaku

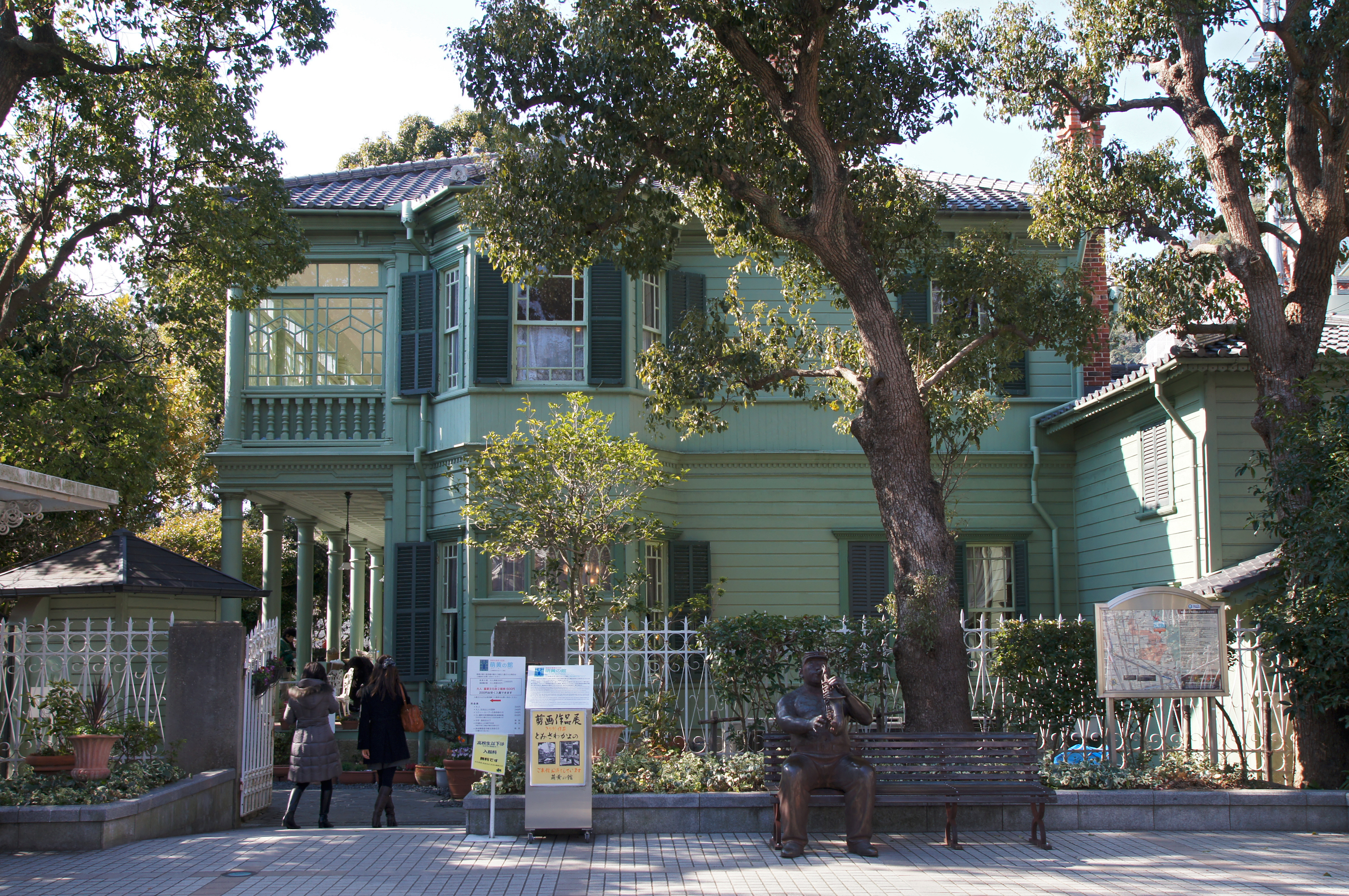
Visuale della Moegi House.

La Kyu Shāpu Jutaku  (旧シャープ住宅?, Kyu Shāpu Jutaku), ovvero Ex-casa di Sharp, nota anche come Moegi House, è un edificio storico di Kōbe, situata nel quartiere di Kitano.

## Storia

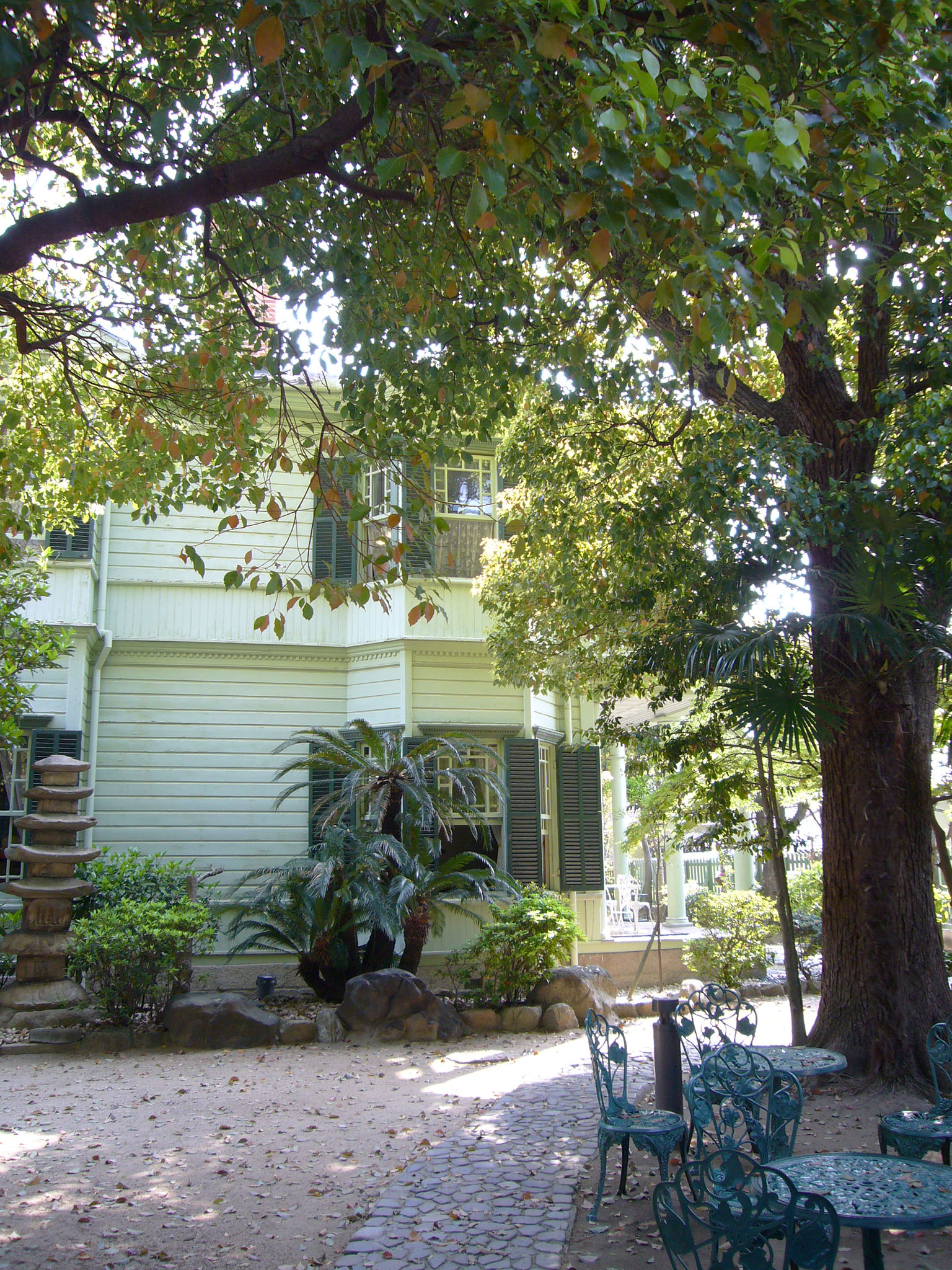
La dimora vista dal giardino laterale.

Circondata da alti alberi di canforo, Moegi House (ovvero casa verde chiaro) fu costruita nel 1903 per essere la dimora nipponica di Hunter Sharp, un ex-console generale statunitense.
Nel 1944 divenne di proprietà di Hideo Kobayashi, ex-presidente della Kobe Electric Railway.
L'abitazione è stata designata come Important Cultural Property il 18 dicembre 1980.
Per lungo tempo venne conosciuta come White House, dal colore con cui era stata ridipinta, fino a che nel 1987 venne ripristinata la colorazione originale, che era appunto verde chiaro.
Danneggiata dal terremoto di Kobe del 1995, conserva nel giardino il comignolo originale caduto al suolo a causa del sisma.